# Avalanche Express
Avalanche Express is een Amerikaans-Ierse thriller uit 1979 onder regie van Mark Robson. Het scenario is gebaseerd op de gelijknamige roman uit 1977 van de Britse auteur Colin Forbes.

## Verhaal
Generaal Marenkov is een topagent van de KGB. Hij wil naar het Westen overlopen om de inzet van biologische wapens door de Russen te voorkomen. Kolonel Nikolai Bunin heeft zijn plan in de gaten. Met behulp van de CIA tracht Marenkov hem uit zijn tent te lokken in een treinreis van Milaan naar Amsterdam. Ze vechten daar een hevige strijd uit en veroorzaken zelfs een lawine om de trein tot stilstand te brengen. 

## Rolverdeling
| Acteur               | Personage               |
| -------------------- | ----------------------- |
| Lee Marvin           | Kolonel Harry Wargrave  |
| Robert Shaw          | Generaal Marenkov       |
| Linda Evans          | Elsa Lang               |
| Maximilian Schell    | Kolonel Nikolai Bunin   |
| Joe Namath           | Leroy                   |
| Horst Buchholz       | Julian Scholten         |
| Mike Connors         | Haller                  |
| Claudio Cassinelli   | Kolonel Molinari        |
| Kristina Nel         | Helga mann              |
| David Hess           | Geiger                  |
| Günter Meisner       | Rudi Muehler            |
| Sylva Langova        | Olga                    |
| Cyril Shaps          | Sedov                   |
| Vladek Sheybal       | Zannbin                 |
| Arthur Brauss        | Neckerman               |
| Sky du Mont          | Philip John             |
| Richard Marner       | Veldmaarschalk Prachko  |
| Arnold Drummond      | Commissaris             |
| Paul Glawion         | Alfredo                 |
| Dan van Husen        | Bernardo                |
| Rainer Steffen       | Politieagent            |
| Dieter Groest        | Politieagent            |
| Hans-Jürgen Leuthen  | Nederlandse douaneambte |
| Maximilian Wolters   | Zwitserse officier      |
| Gudo Hoegel          | Adjudant van Molinari   |
| Rudolf Waldemar Brem | Seinwachter             |
| Erland Erlandsen     | Seinwachter             |
| Walter Kraus         | Ingenieur               |
| Osman Ragheb         | Veiligheidsagent        |